# Синеголовая тимелия
Синеголовая тимелия (лат. Pterorhinus courtoisi) — вид воробьинообразных птиц из семейства кустарницевых (Leiothrichidae). Очень редкий исчезающий вид. Видовое латинское название дано в честь Фредерика Куртуа (1860—1928), французского миссионера и натуралиста.

## Описание
Мелкая кустарница, длина около 23 см. Верхняя и задняя части головы ярко-синие, вокруг глаз чёрная «маска», горло и брюшко желтые, на груди сероватая полоса. Спинная сторона оливково-бурая, наружные опахала первостепенных маховых перьев серо-синие. Подхвостье белое, хвост чёрный с серым основанием и белой вершиной.

## Питание
Кормятся на деревьях и на земле, летая шумными группами. Питаются плодами локвы и насекомыми (стрекозами).

## Размножение
Гнездятся в лесах, состоящих в основном из клёнов и камфорных деревьев. Гнёзда строят на деревьях и кустах вблизи рек, иногда неподалёку от деревень. Большинство птенцов появляется в мае, некоторые в начале июня. Выкармливают птенцов оба родителя. Наблюдали также, как птенцов кормили и другие взрослые птицы, не являющиеся их родителями.

## Ареал и места обитания
Эндемик Китая. Синеголовые тимелии гнездятся на очень маленькой территории в провинции Цзянси на юго-востоке Китая. Площадь ареала этого вида составляет около 320 км². Места зимовки достоверно не известны, но предположительно они находятся вблизи мест гнездования. В 2016 году общая численность популяции синеголовых тимелий в природе составляла чуть более 323 птиц, однако количество зрелых особей оценивалось в менее 250. В апреле 2012 года в неволе содержалось ещё около 170 птиц.

## Классификация
Международный союз орнитологов выделяет 2 подвида:
- Pterorhinus courtoisi courtoisi (Ménégaux, 1923) — восток Китая;
- Pterorhinus courtoisi simaoensis (Cheng & Tang, 1982) — юг Китая.

## Фото

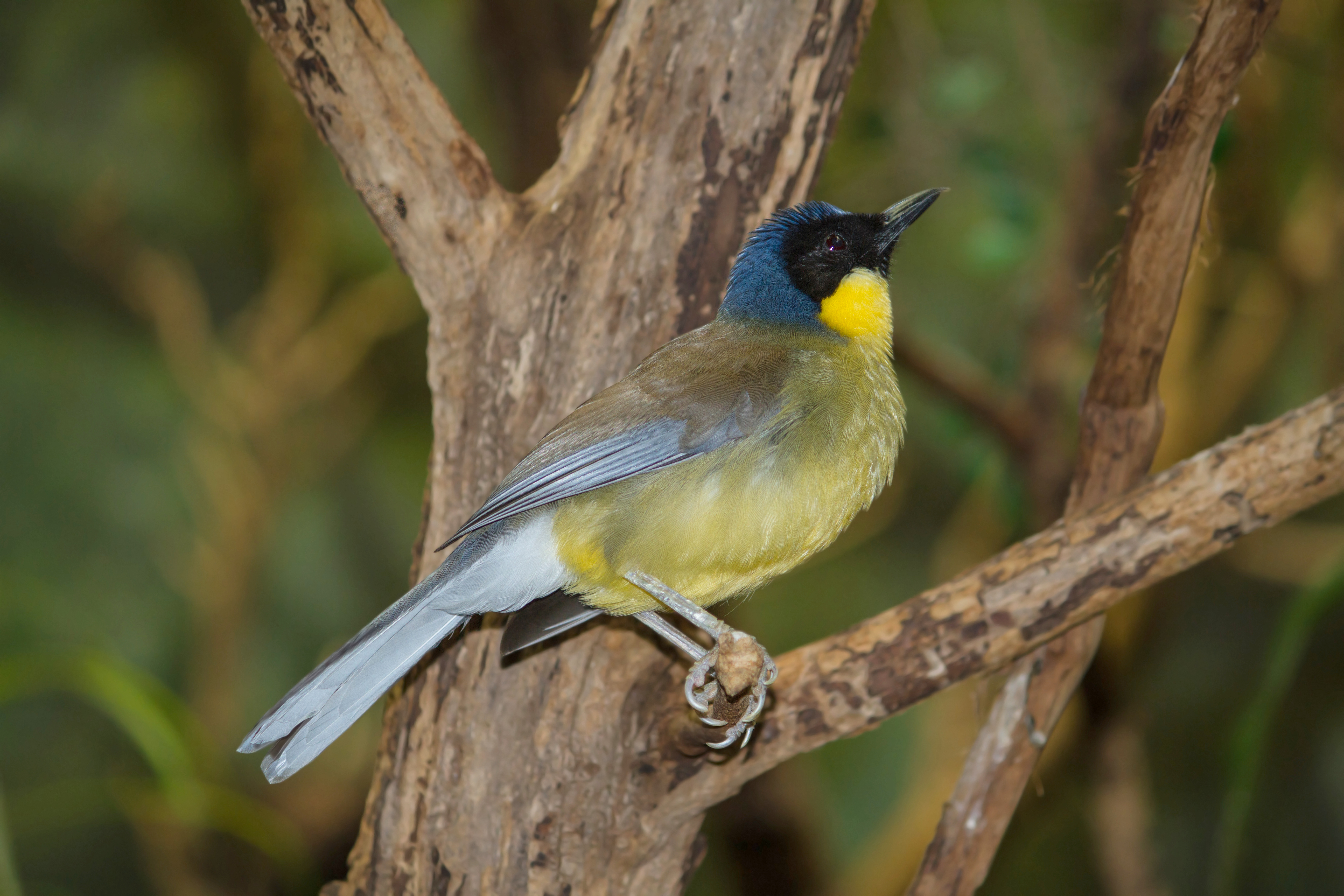
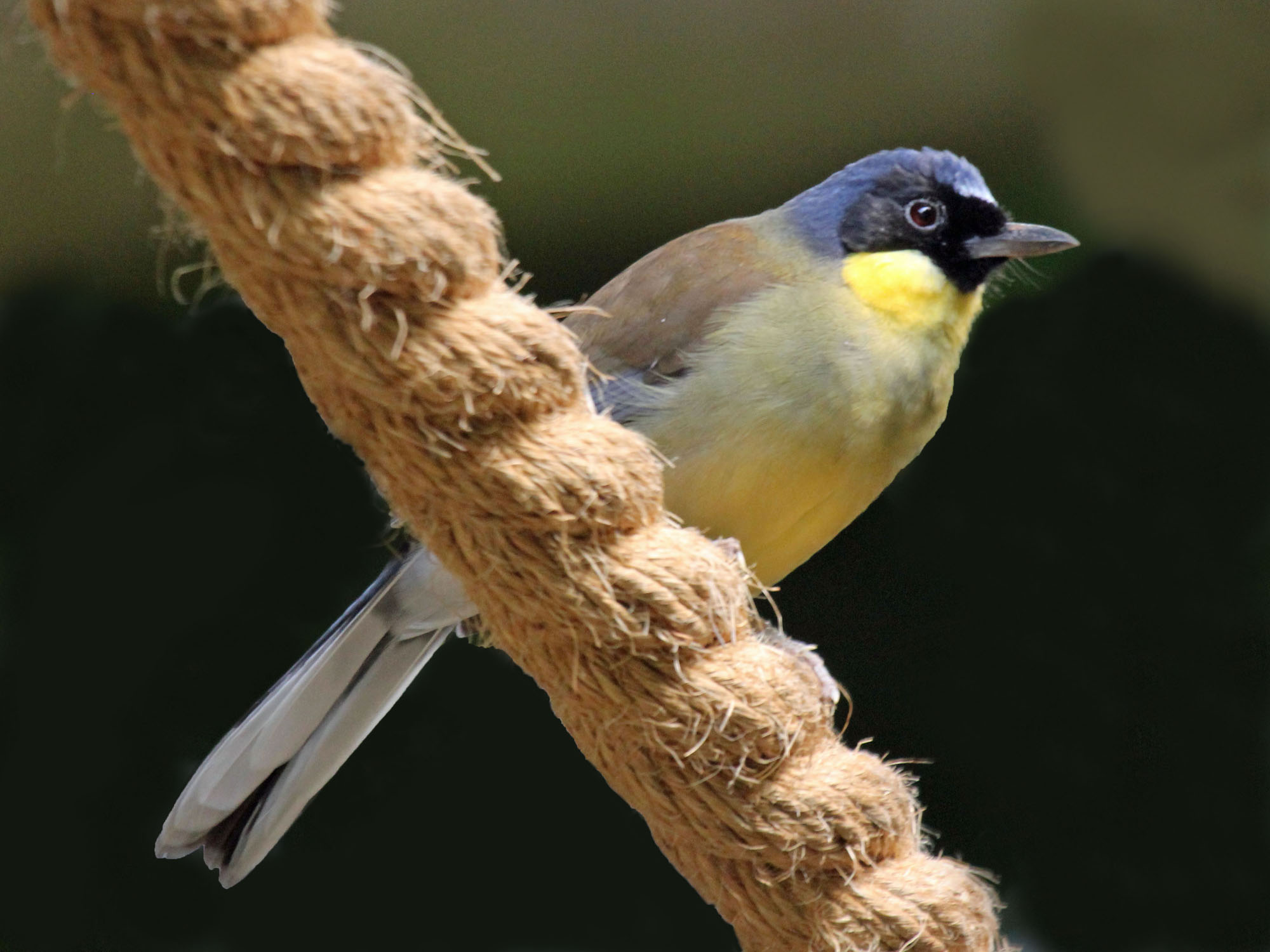
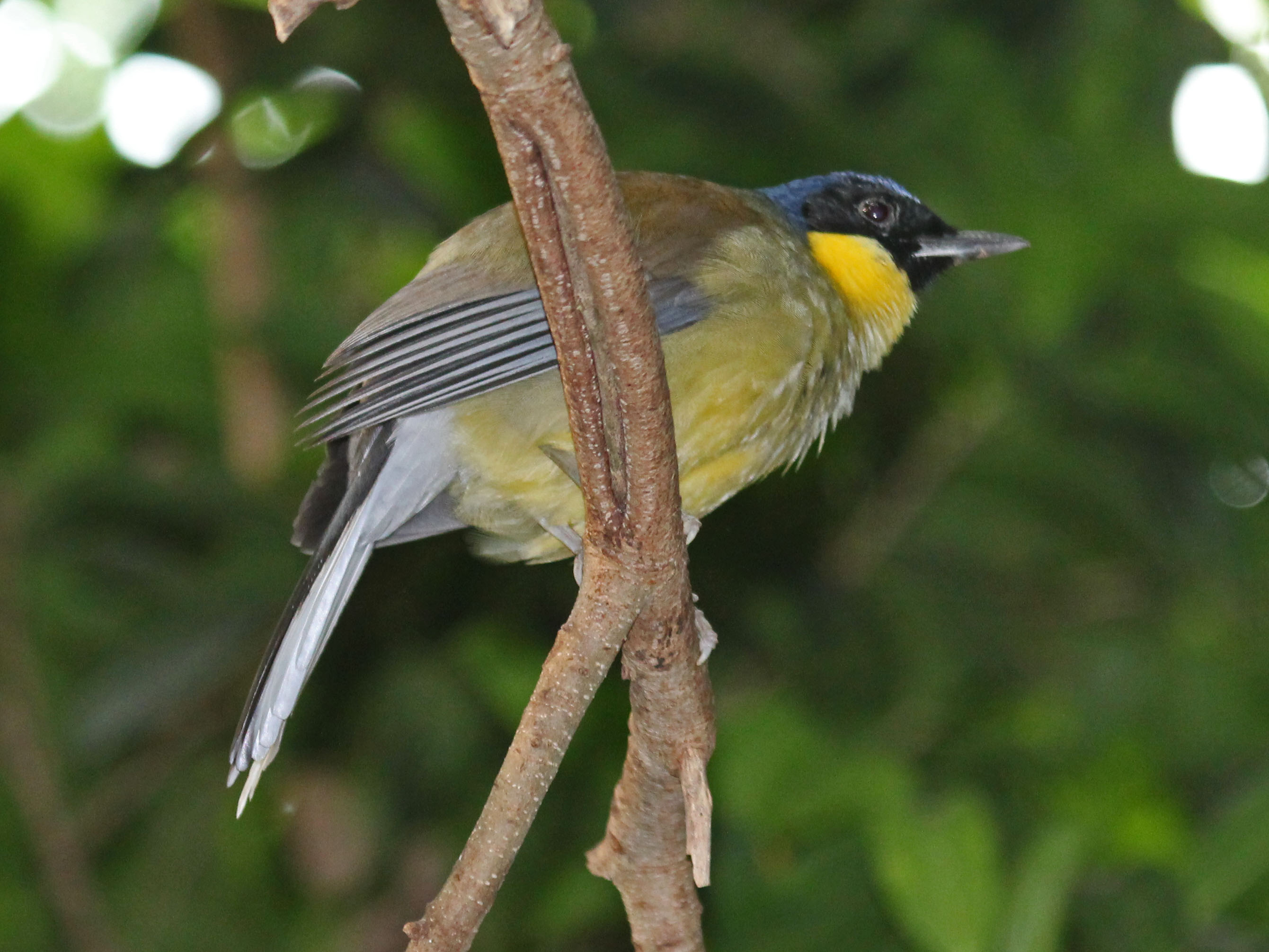
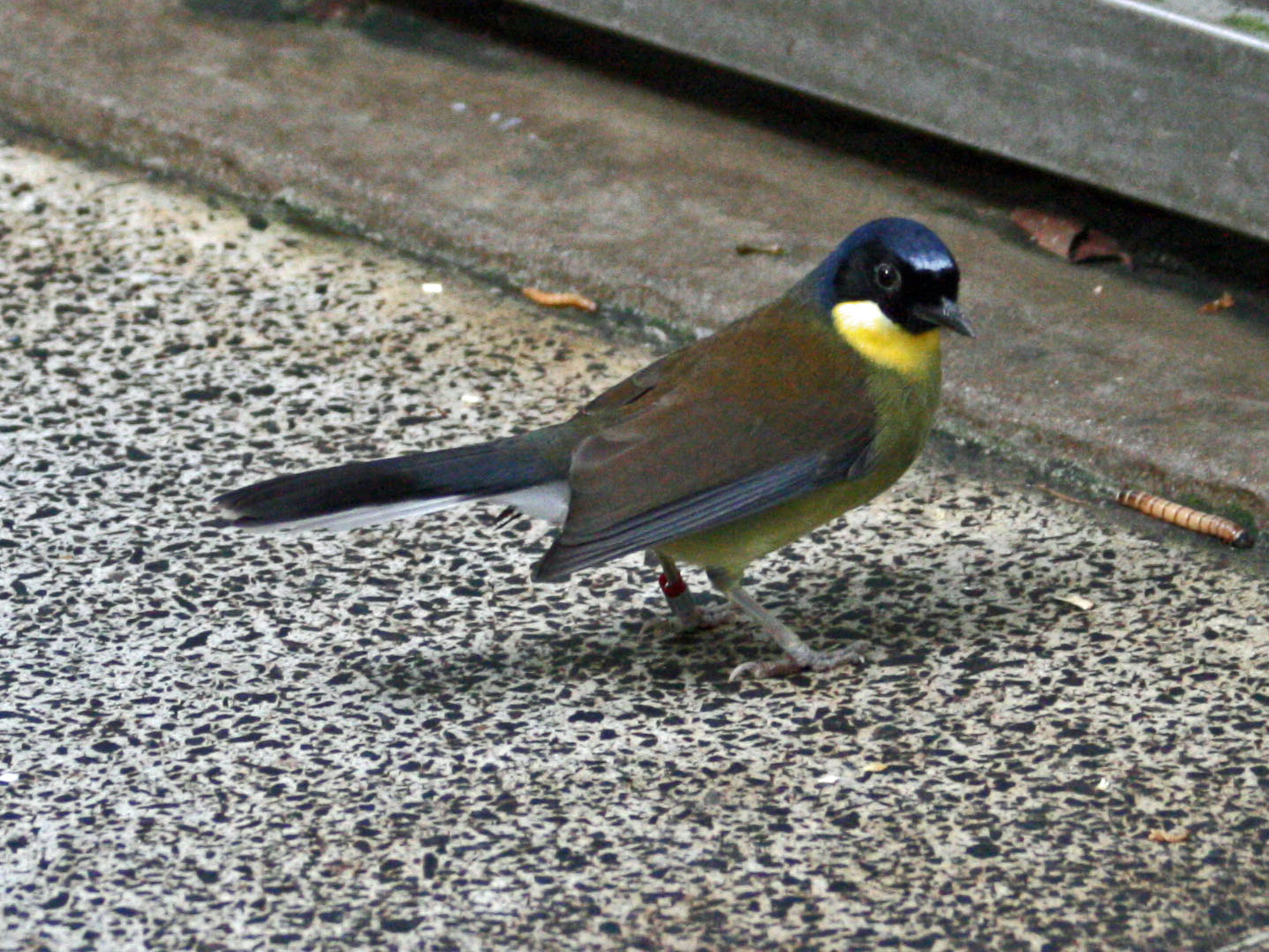
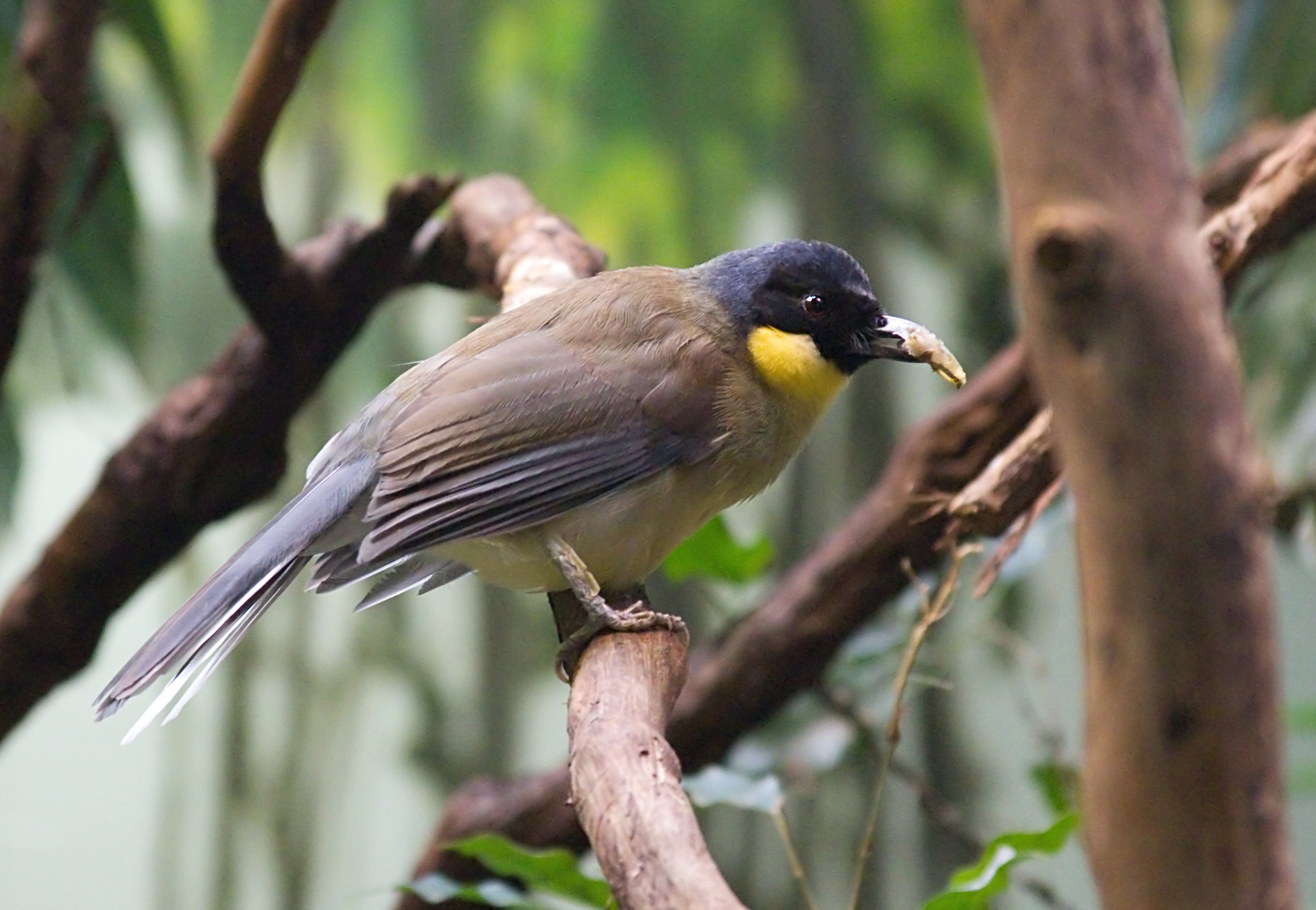